# 토네이도 앨리

10년당 1회 이상의 토네이도를 기준으로 한 토네이도 앨리의 다이어그램이다. 대략적인 위치(빨간색) 및 이에 기여하는 기상체계를 보여준다.

토네이도 앨리(Tornado Alley) 또는 토네이도 밸리는 토네이도가 가장 자주 발생하는 미국 중부와 캐나다의 대략적으로 정의된 위치이다. 이 용어는 1952년 텍사스, 루이지애나, 오클라호마, 캔자스, 사우스다코타, 아이오와, 네브라스카, 뉴욕 지역의 악천후를 연구하기 위한 연구 프로젝트의 제목으로 처음 사용되었다. 토네이도 기후학자들은 특정 지역의 활동 최고치를 구별하고 폭풍 추적자들은 오랫동안 그레이트플레인스 토네이도 벨트를 인식해 왔다.
구어체 용어로는 토네이도 앨리(Tornado Alley)의 명확한 경계가 없지만 대부분의 정의에 공통된 영역은 텍사스에서 오클라호마, 캔자스, 네브래스카, 사우스 다코타, 아이오와, 미네소타, 위스콘신, 일리노이, 인디애나, 미주리, 아칸소, 북부를 거쳐 확장된다. 다코타, 몬태나, 오하이오, 콜로라도 동부, 뉴멕시코, 와이오밍. 연구에 따르면 주요 골목은 대평원에서 동쪽으로 이동하고 있으며 토네이도는 캐나다 대초원, 오하이오, 미시간 및 온타리오 남부에 도달하는 토네이도 골목의 북부 및 동부 지역에서도 더 자주 발생하고 있다.